# سیارک ۳۴۰۴
سیارک ۳۴۰۴ (به انگلیسی: 3404 Hinderer، نامگذاری:1934CY) سه هزار و چهارصد و چهارمین سیارک کشف شده‌است که در ۴ فوریه ۱۹۳۴ و در هایدلبرگ کشف شد.
قدر مطلق سیارک برابر ۱۲٫۹۰ است.